# Луций Лициний Лукул (претор 104 пр.н.е.)
Луций Лициний Лукул (на латински: Lucius Licinius Lucullus) е политик на Римската република от началото на 2 век пр.н.е.
Произлиза от фамилията Лицинии, клон Лукули. Внук е на Луций Лициний Лукул (едил 202 пр.н.е.). Син е на Луций Лициний Лукул (консул 151 пр.н.е.).
Жени се за Цецилия Метела Калва, дъщеря на Луций Цецилий Метел Калв. Двамата имат синове
Луций Лукул (консул 74 пр.н.е.) и Марк Теренций Варон Лукул (консул 73 пр.н.е.).
През 103 / 104 пр.н.е. Лициний Лукул става претор. Сенатът го изпраща като командир в Сицилия. Тогава избухва Второто робско въстание на Атенион и Салвий. Той се връща в Рим, където го обвиняват в корупция и той бяга в изгнание.